# 何夢桂
何夢桂（1229年—1303年），字岩叟，号潜斋，学者称潜斋先生，廣東文昌（今海南）人。
咸淳元年（1265年）举进士第三名（探花），與侄何景文同登进士。宋度宗特書”一门登两第，百里足三元”赠之。初授台州军判官，历官太常博士、监察御史等。晚年閒居家中。著有《易衍》、《中庸致用》等。